# Square de l'Île-de-France
Le square de l'Île-de-France est un square de Paris, situé dans le 4e arrondissement à la pointe est de l'île de la Cité, juste derrière la cathédrale Notre-Dame de Paris.

## Situation et accès

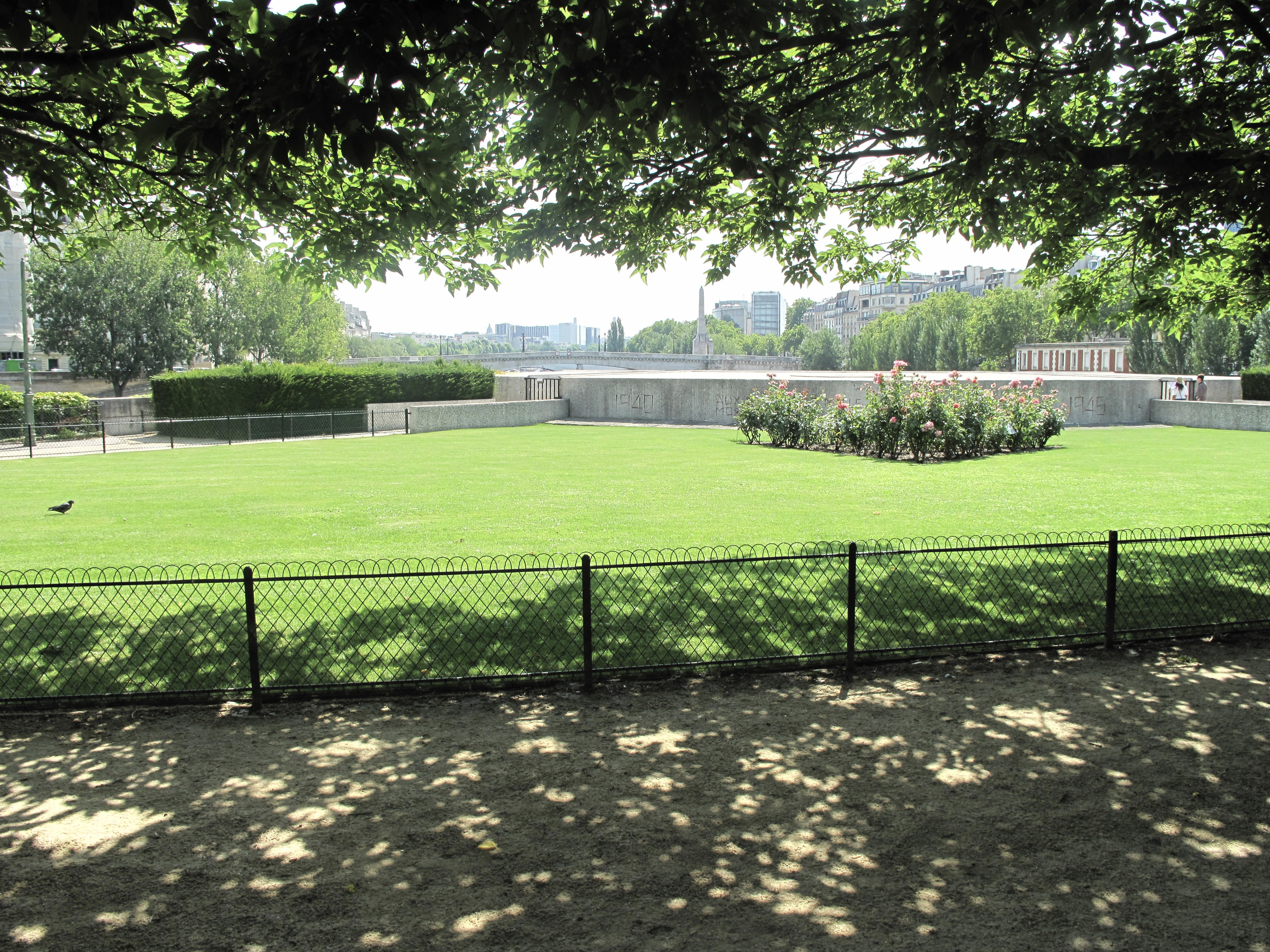
Square avec l'entrée du mémorial.

Ce square est situé à la pointe orientale de l'île de la Cité, à l'est du quai de l'Archevêché. Il s'étend sur 2 235 m2 et surplombe le Mémorial des martyrs de la déportation dont l'entrée s'effectue par le square.
Le square de l'Île-de-France est desservi à proximité par la ligne de métro 4 à la station Cité ; par la ligne 10 à la station Maubert - Mutualité et par les lignes de RER B et C à la gare de Saint-Michel - Notre-Dame.

## Historique

### Jusqu'au milieu duXIXesiècle
Au XIVe siècle, le « Terrain » (écrit aussi « tairin » ou « terrail ») est appelé d'un nom générique, motta papellardorum, c'est-à-dire « motte aux papelards », en raison des nombreux « gravois » et détritus accumulés dans cette voirie après la construction de la cathédrale Notre-Dame ; il existait d'autres buttes factices ou décharges dans la ville appelées motta papellardorum,.
Cet espace incorporé dans l'enclos des chanoines du cloître Notre-Dame fut protégé, par un mur en pierre, du courant de la Seine perturbé par la construction des ponts Marie et de la Tournelle en 1618. 
Un premier jardin ouvert au public y fut aménagé en 1687, son accès étant réservé aux hommes.

### La morgue dans la deuxième partie duXIXesiècle
En 1868, le préfet Haussmann y fait construire la morgue de la capitale, en remplacement d'un bâtiment plus ancien situé quai du Marché-Neuf.

L'entrée de cette morgue, qui avait l'allure d'un petit temple grec, s'effectuait par le square. On y accédait par trois portes, la salle d’exposition qui se trouvant au milieu était flanquée de chaque côté par les dépendances, le greffe, la salle d’arrivée, le cabinet des magistrats, l’amphithéâtre et la glacière. Rebaptisée « Institut médico-légal de Paris », la morgue parisienne sera transférée à la veille de la Première Guerre mondiale sur le quai de la Rapée, dans l'actuel bâtiment en brique conçu par l'architecte Albert Tournaire.

### Le square après la démolition de la morgue
Le square est créé en 1914 le long du quai de l'Archevêché sur l'emplacement de la morgue.
Au sud-ouest du square, le Mémorial des martyrs de la déportation est construit de 1954 à 1964.
En 2023, alors que les abords de la cathédrale sont l'objet d'un projet de réaménagement faisant suite à l'incendie de 2019, le travail mené par le paysagiste Bas Smets est critiqué par des riverains et des défenseurs du patrimoine, notamment en ce qui concerne le square de l'Île-de-France et le square Jean-XXIII voisin. Il prévoit de réunir les deux espaces verts en un seul jardin ouvert jour et nuit, sans les grilles extérieures ni les grillettes protégeant l'accès aux pelouses, et de remplacer une partie du mobilier historique (bancs, etc.) par du mobilier contemporain. La pétition « Sauvons les squares de Notre-Dame » est lancée, réunissant en date du 11 mai 44 000 signatures,.

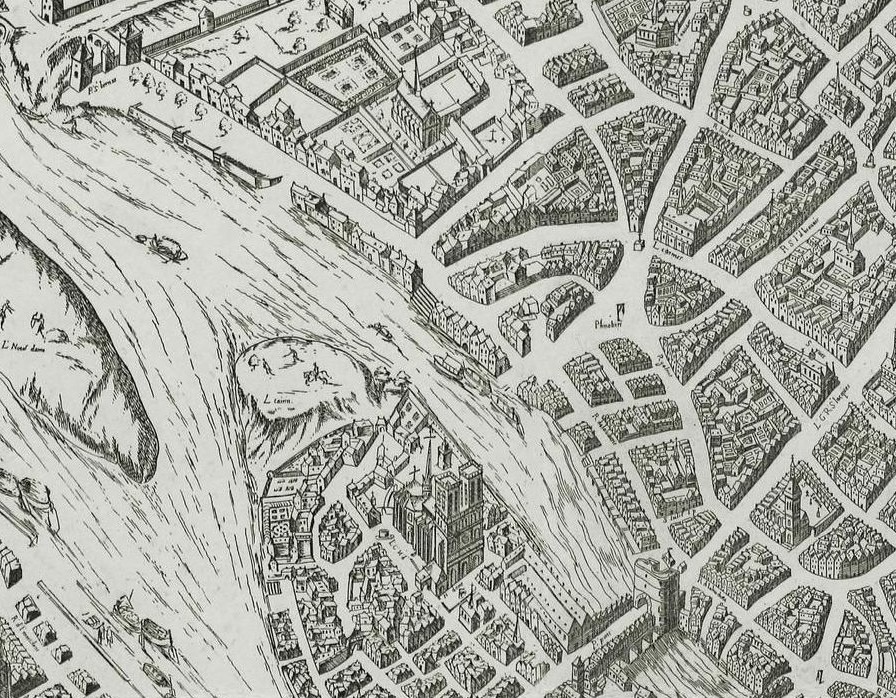
Le Terrain à la pointe est de l'Île de la Cité, en 1609.
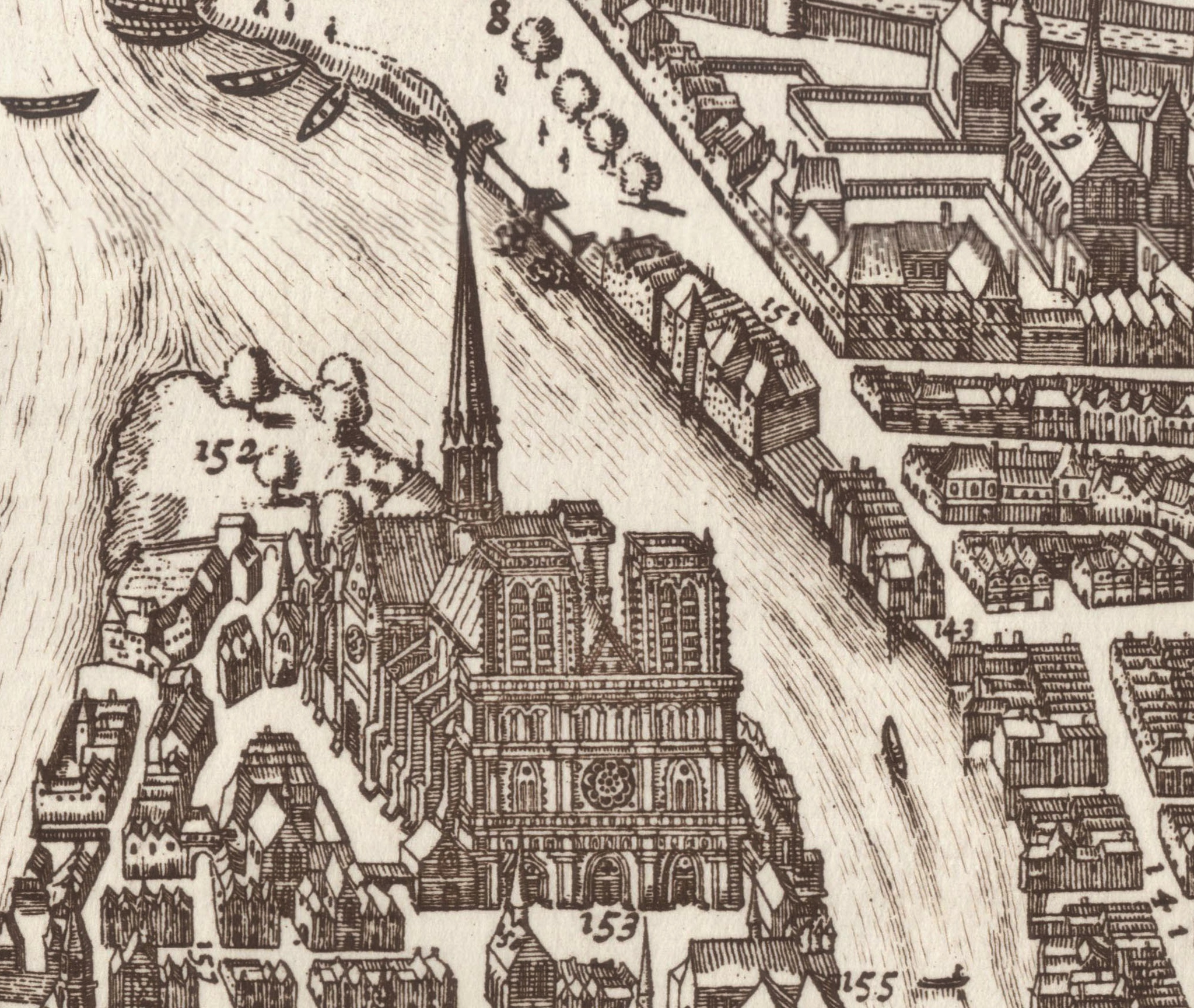
Le Terrain en 1618.
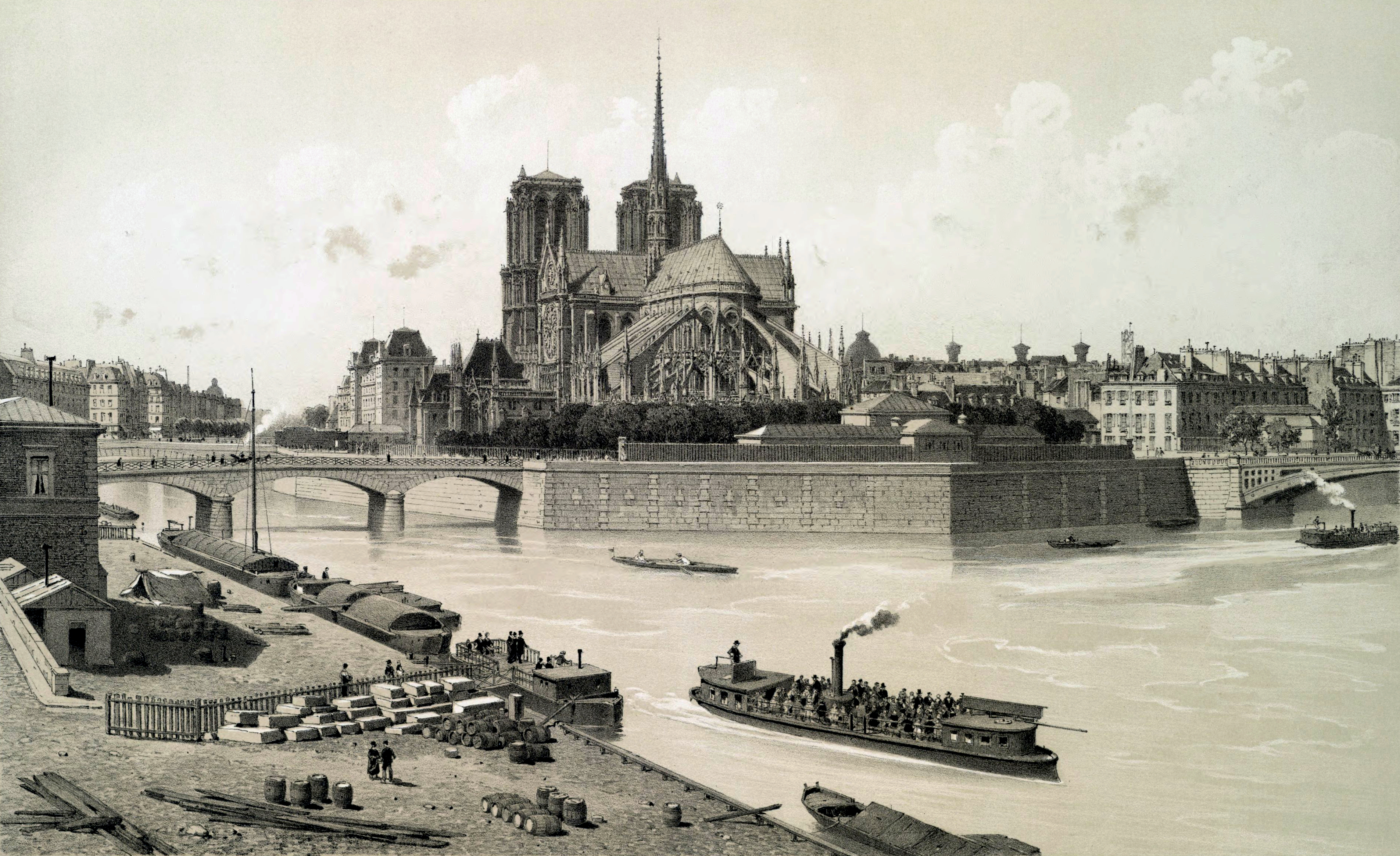
La morgue du quai de l'Archevêché à la pointe est de l'île de la Cité, vue de la Seine en 1881.
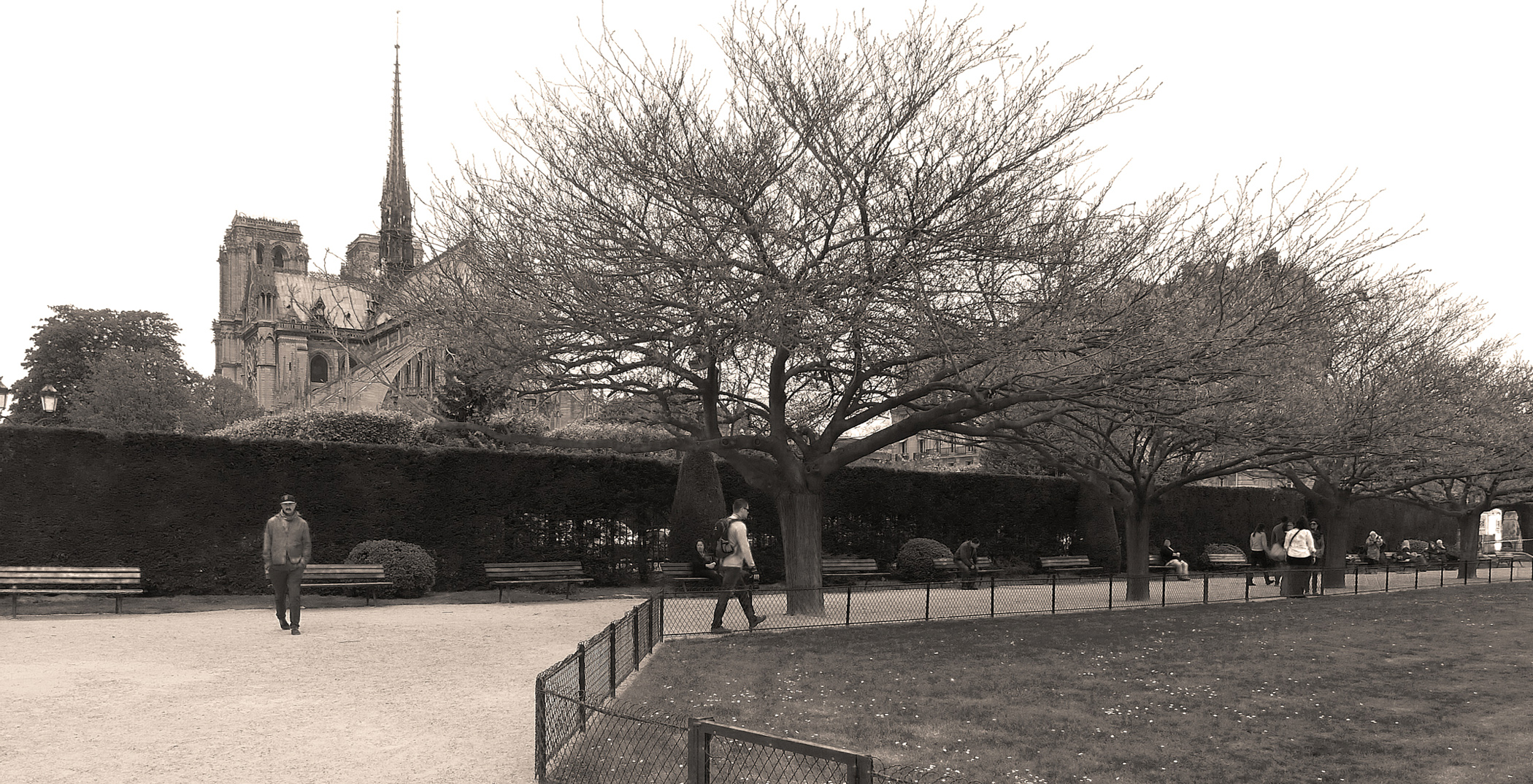
Vue du square avec Notre-Dame en arrière-plan.
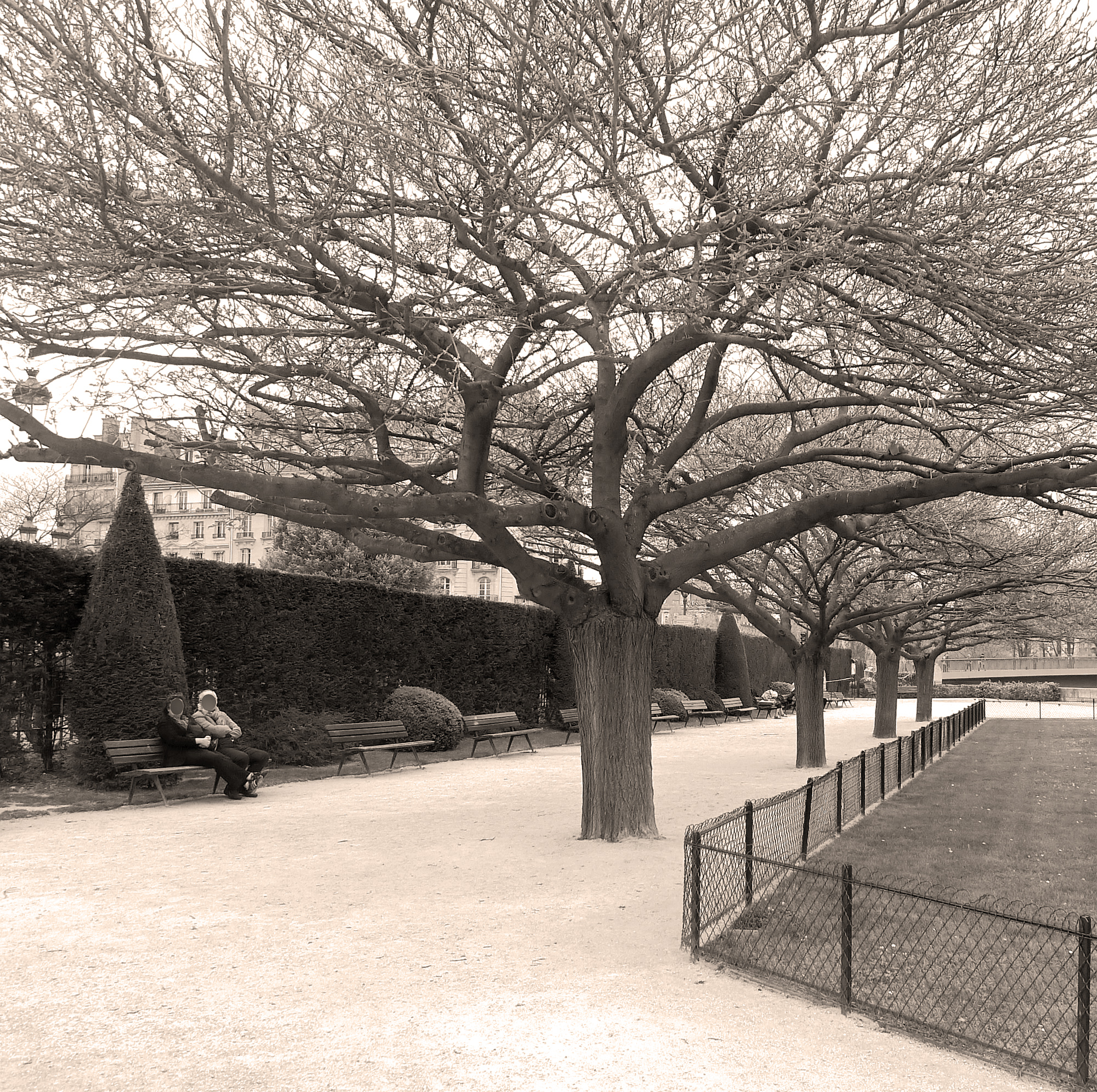
Allée principale du square.
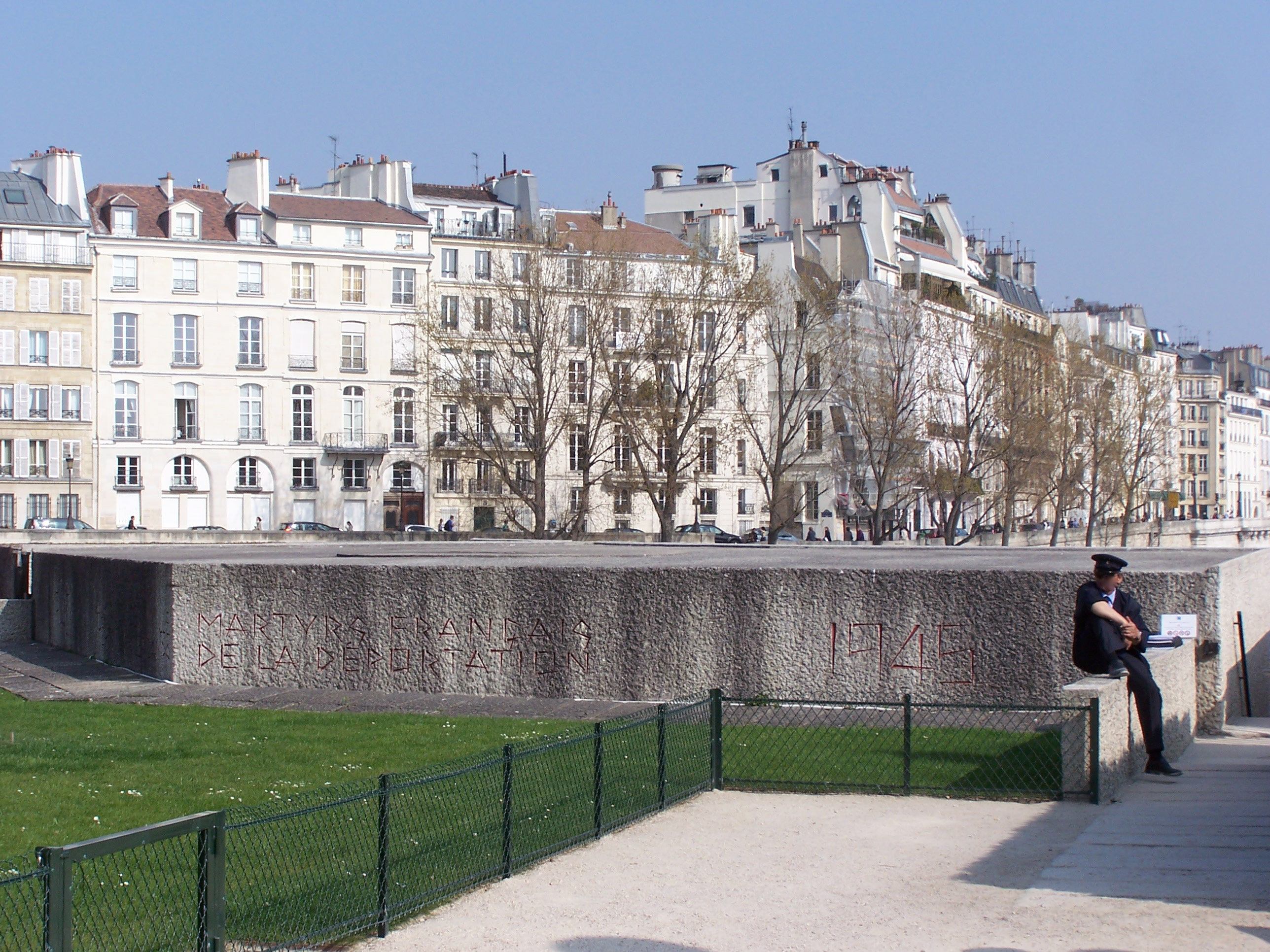
Entrée du Mémorial des martyrs de la déportation.
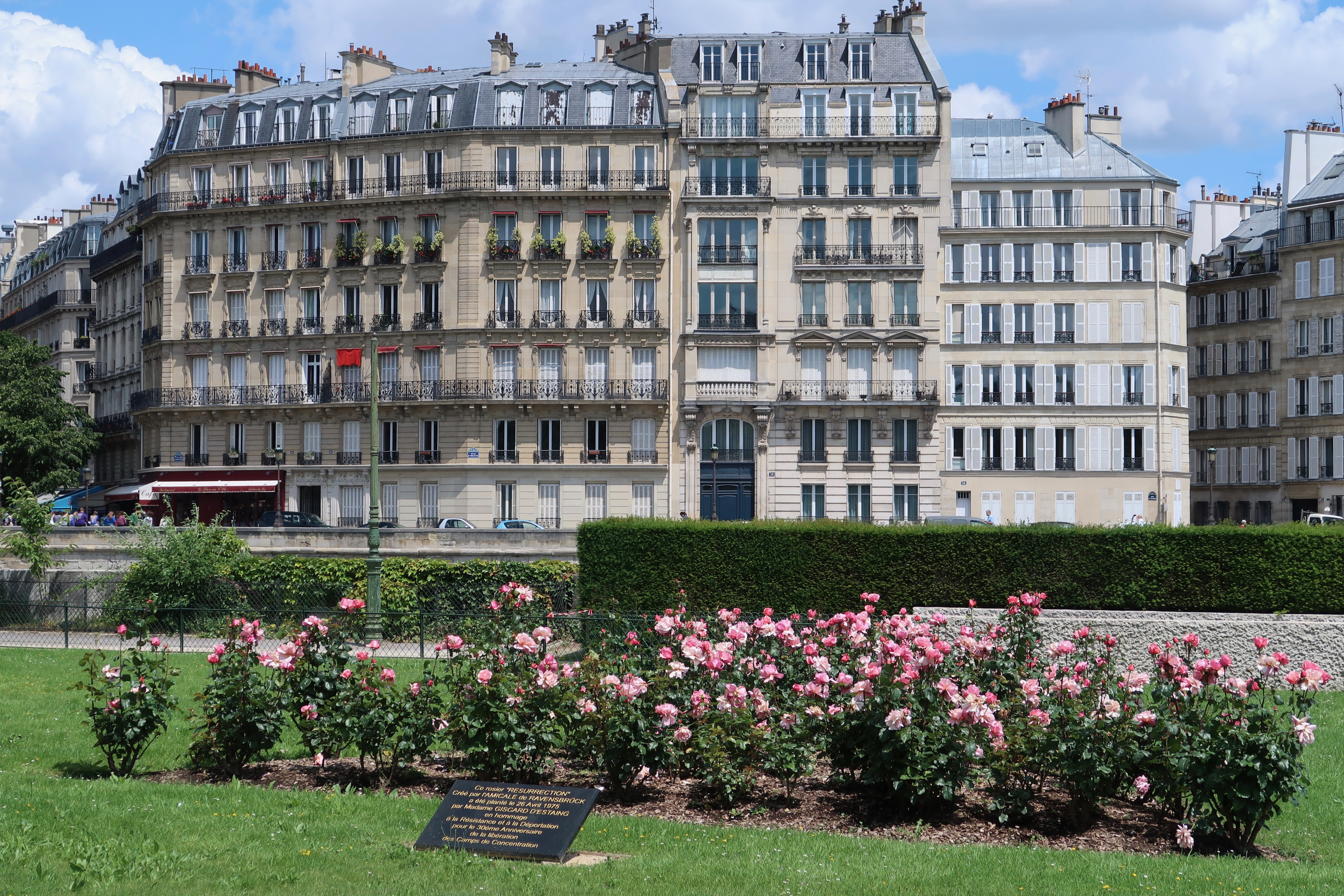
Rosiers plantés par la Première dame Anne-Aymone Giscard d'Estaing en 1975 en mémoire des déportées de Ravensbrück.